# Georges Paul
Georges Julien Paul (* 7. Januar 1996 in Curepipe) ist ein mauritischer Badmintonspieler.

## Karriere
Georges Paul repräsentierte seinen Verband bei den Commonwealth Games 2014, wobei er in allen vier möglichen Disziplinen am Start war. Mit dem Team wurde er in der Vorrunde Gruppenletzter. Im Doppel belegte er Rang 17, im Mixed und im Einzel Rang 33. Bei den Zambia International 2014 siegte er im Mixed.